# Comté de Highland (Virginie)
Pour les articles homonymes, voir Highland.
Le comté de Highland est un comté de Virginie, aux États-Unis.
La population est estimée à 2 321 habitants, ce qui en fait le comté le moins peuplé et le moins dense de la Virginie. Son siège est situé à Monterey. Il est connu comme la Petite Suisse de Virginie.
Le comté a été fondé en 1847 à partir des comtés de Bath et de Pendleton.